# Palazzo d'Aquino di Caramanico, Napulj
Palazzo d'Aquino di Caramanico u središnjem Napulju, Italija, palača je smještena na Via Medina u Quartiere San Giuseppe u Rione Carita. Okružen je suvremenom Palazzo Giordano i dvoja vrata niže od visokog modernog hotela NH Ambassador.
Rokoko arhitekt Ferdinando Fuga radio je na izgradnji ove palače tijekom 1775. i 1780. (i igrao je veliku ulogu u dizajnu susjedne Palazzo Giordano. Interijer su freskali Giovanni Funaro i Nicola Malinconico. Tijekom 1927. godine palača je postala sjedište fašističke stranke.

## Vanjske poveznice
|  | Zajednički poslužitelj ima još gradiva o temi Palazzo d'Aquino di Caramanico, Napulj |